# 莫頓因馬什
莫頓因馬什（Moreton-in-Marsh）是英格蘭格洛斯特郡東北部的一座城鎮和民政教區。鎮上牛津街有一座很可能修建於16世紀的鐘樓。

## 外部連結
- Wellington Aviation Museum
- Parish Church - St David's （页面存档备份，存于）
- 中的“莫頓因馬什”